# جيمس شابمان
جيمس شابمان (19 مايو 1986 - )  (بالإنجليزية: James Chapman)‏ هو لاعب كريكت بريطاني.